# Panathénées

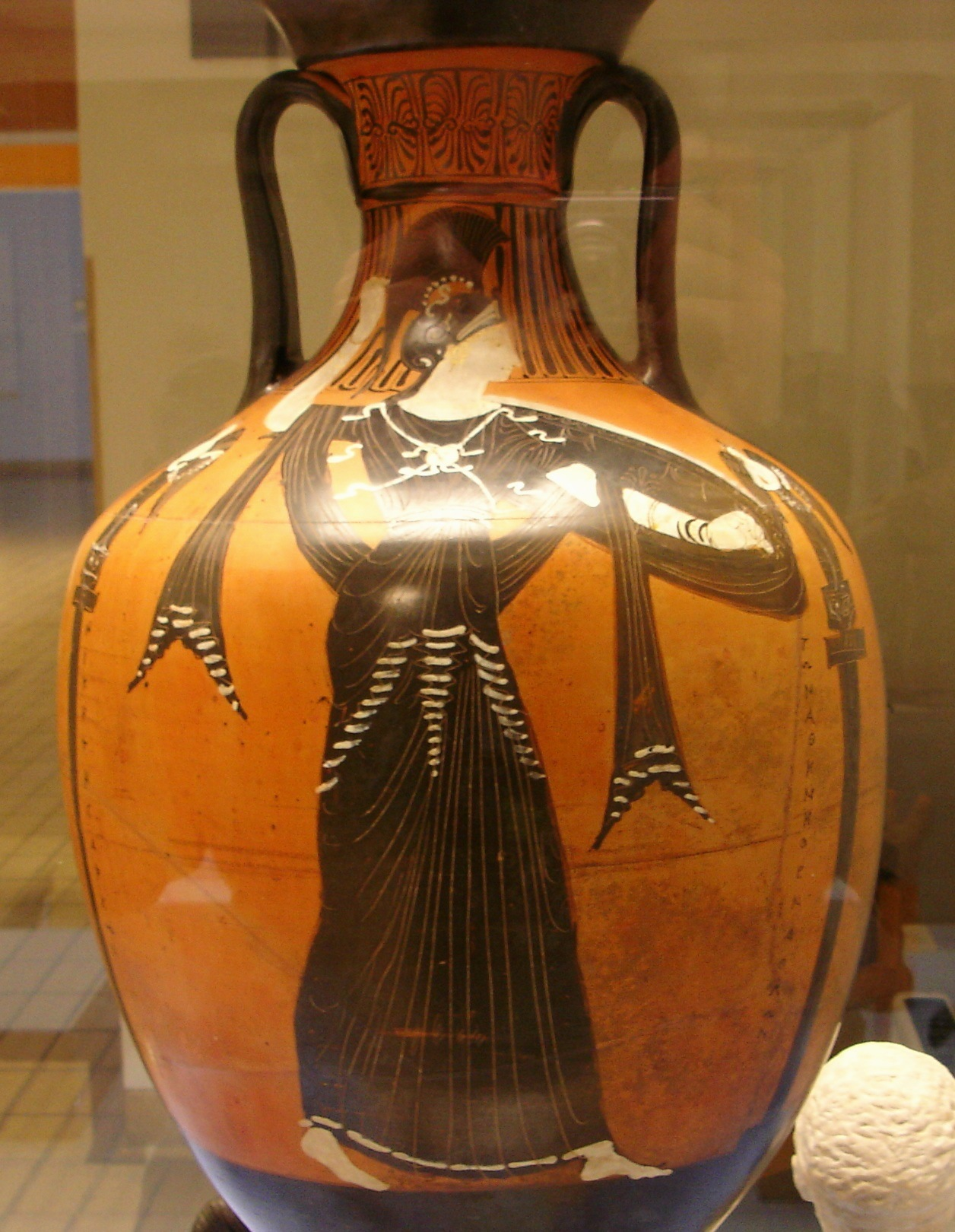
Amphore de récompense panathénaïque à l'effigie d'Athéna, 332-331 av. J.-C., British Museum.

Les Panathénées (grec ancien : Παναθήναια / Panatếnaia) étaient des festivités religieuses et sociales de la cité d'Athènes. La fête annuelle des Panathénées avait lieu du 23 au 30 du mois d’hécatombéon — premier mois de l’année attique, équivalent à la deuxième moitié de notre mois de juillet. Selon la tradition, elle est fondée par le roi mythique Érichthonios en l'honneur d'Athéna Polias, Thésée lui donnant son nom de « Panathénée » lors du synœcisme. Tous les quatre ans se tenaient également les Grandes Panathénées, qui comprenaient des concours panathénaïques et qui étaient de trois ou quatre jours plus longs (par exemple des concours de danse, de musique et de récitation d’Homère). Ces concours étaient les plus prestigieux pour les citoyens d’Athènes mais ils n'étaient pas aussi importants que les concours olympiques ou les autres concours panhelléniques.

## Concours panathénaïques

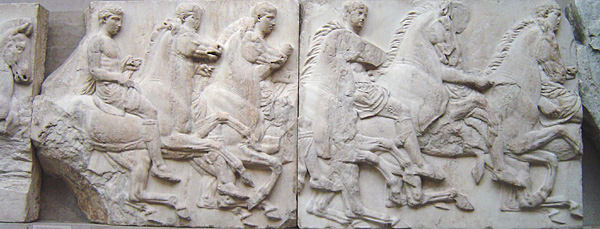
Frise des Panathénées, Parthénon, vers 445‑435 av. J.-C., British Museum.

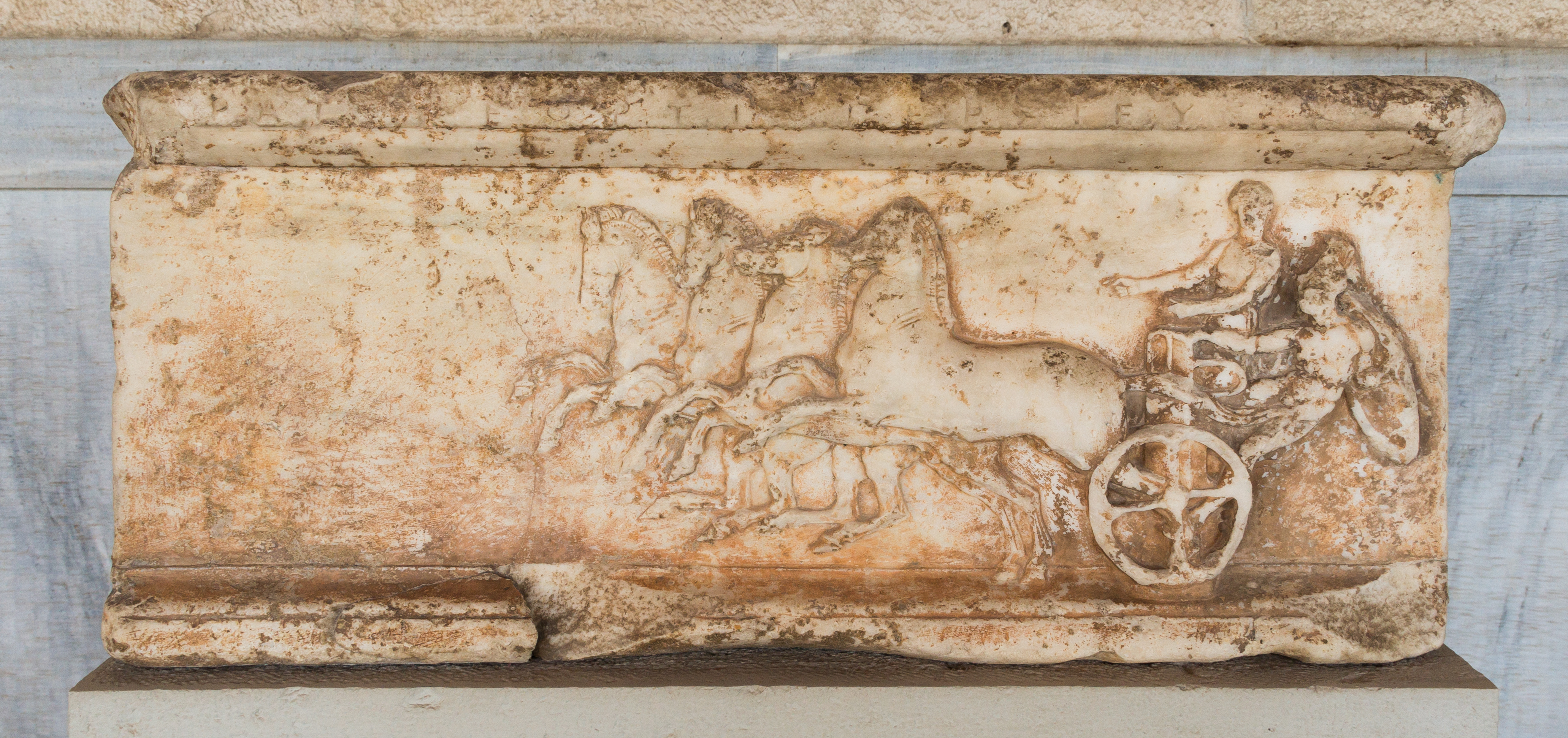
Bas-relief du socle d'un monument à la gloire d'un vainqueur d'une course d'écuyers-voltigeurs aux Panathénées. Musée de l'Agora antique d'Athènes, Grèce.

Les Panathénées rassemblent tous les habitants de la cité y compris les femmes et les métèques. Les esclaves ne sont pas admis dans ces célébrations. On distingue les grandes Panathénées qui se tiennent tous les quatre ans, des petites qui se déroulent les trois autres années. Les premières grandes panathénées furent organisées par Pisistrate en 566 av. J.-C. et étaient inspirées des concours olympiques. Pisistrate y ajouta également des compétitions de poésie et de musique, présentes dans les concours néméens mais absentes des concours olympiques ; par exemple, un concours de rhapsodes où l'on récitait des poèmes homériques. Ce fut également le tyran qui distingua Panathénées annuelles et Grandes Panathénées, fêtes à l'opulence plus renforcée encore et qui avaient lieu tous les quatre ans. L'itinéraire emprunté débutait en dehors de l'enceinte de la ville et s'achevait sur l'Acropole d'Athènes où se situe le Parthénon. Ce chemin était appelé la Voie sacrée.
On distinguait les concours réservés aux Athéniens et les concours ouverts à tous les Grecs. Ces derniers étaient à peu près les mêmes que ceux des concours olympiques, avec de la boxe, de la lutte, du pancrace (pankration), du pentathlon et de la course de chars, l’épreuve la plus prestigieuse.
Comme le lieu de naissance d'Athéna est le lac Tritonis en Afrique du Nord, les Athéniens n'ont pas contesté la participation des Nord-Africains aux jeux panathénaïques car ils considéraient qu'ils avaient une culture similaire à celle des hellénistes, un exemple en est le prince Mastanabal de Numidie, fils de Masinissa, qui a remporté pour la Numidie 4 médailles d'or dans les courses de chars,.
Les concours réservés aux Athéniens étaient quelque peu différents. Ils incluaient une course à la torche jusqu'au Parthénon (l’ancêtre du relais de torche qui a lieu avant les jeux olympiques modernes), des batailles d’infanterie et de cavalerie, un lancer de javelot à cheval, une course d’écuyers-voltigeurs (en grec ancien : ἀποϐάτης / apobátês) ; c’est l’athlète d'une course de char dans laquelle le conducteur devait sauter du chariot, courir à côté puis sauter dedans, la pyrrhique, une danse armée inventée par Athéna, des exercices militaires en musique et un concours de beauté parmi les athlètes, appelé l’euandrion. Dans les dernières années il y avait également une course de trières. Les vainqueurs sportifs étaient récompensés par une couronne d’olivier venant des oliviers sacrés d’Athéna, ainsi que des amphores d’huile d'olive, de même provenance. Ces vases, appelés « panathénaïques », ont été retrouvés en grand nombre en Grèce, en Sicile et en Italie. Ils comportent d’un côté une représentation d’Athéna, de l’autre une illustration de l’épreuve dans laquelle s’était illustré le vainqueur. Les vainqueurs dans le domaine artistique remportaient, eux, une couronne d'or. La tribu dont la trière avait remporté la course gagnait une somme d’or, dont une partie était consacrée à un sacrifice à Poséidon. Les épreuves et concours étaient supervisés par des magistrats spéciaux tirés au sort tous les quatre ans, les athlothètes (ἀθλοθέται).
Dans le cas du Parthénon, la frise des Panathénées a été sculptée en marbre puis peinte. Elle était située entre les colonnes et le toit. La frise commençait par décrire les jeunes filles puis les divinités, les jeunes filles apportant le peplos, les sacrificateurs, les porteurs d'offrandes, les magistrats, les chars, les cavaliers et enfin les préparatifs de la procession. La taille de la sculpture était peu saillante ce qui a permis au sculpteur de mieux rendre le mouvement.
Les Panathénées sont parfois représentées dans la littérature grecque comme dans le Parménide de Platon où le récit se déroule à cette occasion.

## La procession du péplos

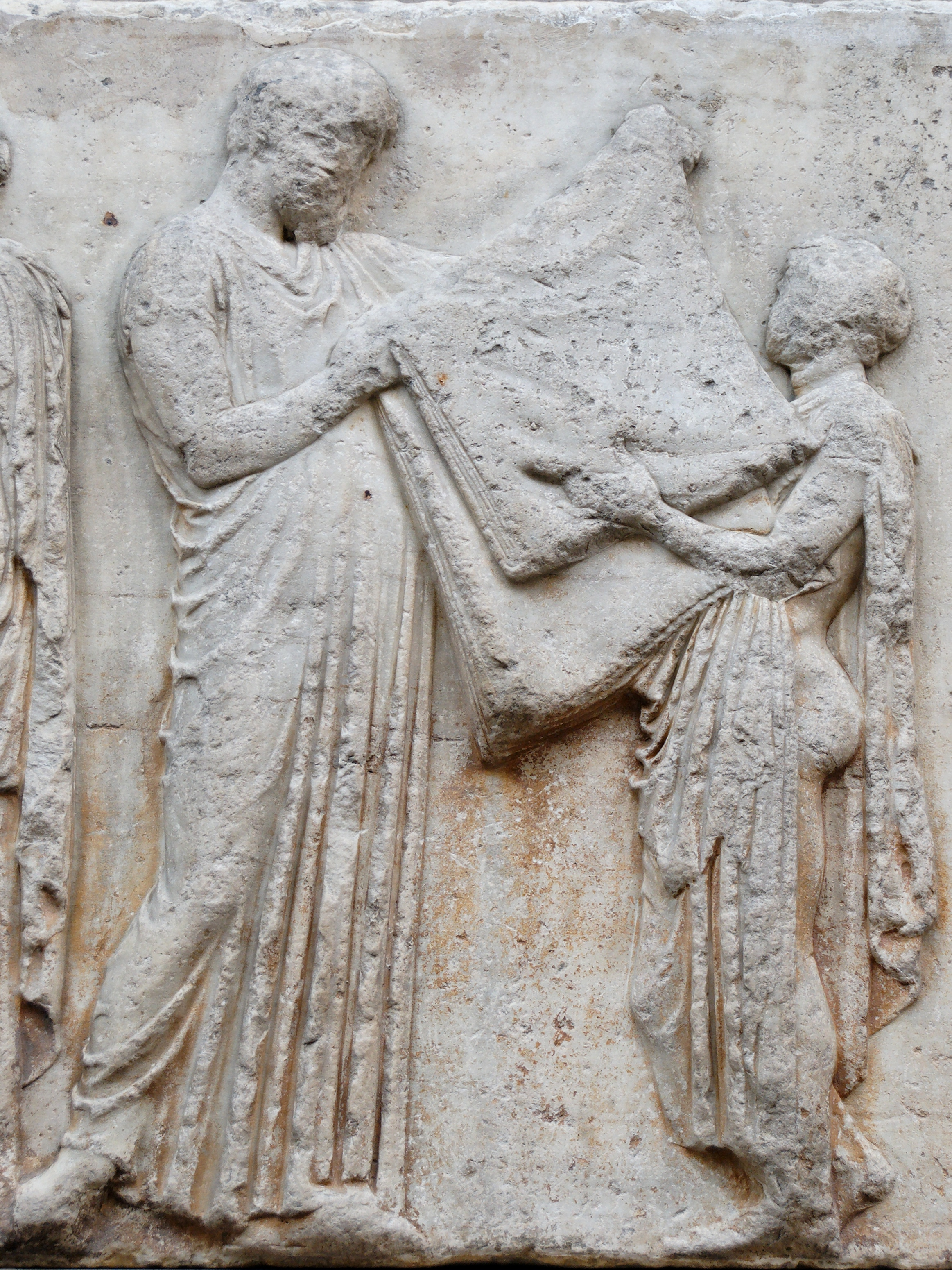
Un homme barbu, probablement l’archonte-roi, reçoit le péplos sacré des mains d'un enfant. Frise est du Parthénon, vers 447‑433 av. J.-C., British Museum.

Le point culminant des Grandes Panathénées était atteint le jour anniversaire de la déesse, le 28 du mois, quand la cité offrait à Athéna un péplos, vêtement tissé pendant l'année par les Ergastines, et teint au safran des Indes (le curcuma actuel). Le vêtement était porté en grande pompe dans toute la cité, puis ornait une statue d'Athéna poliade (en grec Πολιάς / Poliás, « protectrice de la cité ») sur l'Acropole.
La procession comprenait la grande prêtresse d'Athéna et des jeunes filles, les canéphores, portant dans une corbeille les outils du sacrifice, des vieillards portant des rameaux d’olivier et des jeunes gens en armure d'hoplite, les anciens vainqueurs des concours, des ambassades des colonies athéniennes (et au Ve siècle av. J.-C., des cités de la ligue de Délos), etc. Le déploiement de magnificence au cours de cette fête est le signe de la glorification de l’État : Athènes est représentée comme corps politique et la puissance de son empire est soulignée par la participation des cités alliées qui prend un caractère de vassalité religieuse. La participation à cette procession était un grand honneur et était l’apanage des grandes familles. Au VIe siècle av. J.-C., le fait d'avoir empêché la sœur d’Harmodios d’être canéphore déclencha un complot contre les Pisistratides et l’assassinat d'Hipparque. Les métèques aussi participaient à la cérémonie, mais derrière les citoyens. Pour la panathénée annuelle, la procession avait moins de faste et d'ampleur.
La plus célèbre représentation de cette procession figure sur la frise du Parthénon, longue de 160 mètres, et qui compte 360 personnages, dont 143 cavaliers, et 220 animaux. L'ensemble, soigneusement composé, nous montre sur la partie occidentale les préparatifs du défilé, lequel est représenté sur les parties nord et sud, tandis que l’assemblée des dieux se tient sur la dernière partie.
Il y avait également un grand sacrifice (bœufs égorgés), en l'honneur d'Athéna et la viande des animaux sacrifiés était mangée lors d’un énorme banquet pour la clôture du festival.
La procession partait des portes du Dipylon, pour traverser le quartier du Céramique, montait l'acropole et longeait le Parthénon pour arriver devant le grand autel d'Athéna.

## Disparition des célébrations
Les Panathénées sont encore célébrées au milieu du IVe siècle, Himérios en parle au présent et les décrit avec détails. Un siècle plus tard, Proclus en parle au passé, et semble peu au fait des détails. Les dernières auraient pu avoir lieu en 391 ou 395. Leur disparition coïncidant avec l'édit de Théodose et l'attaque de la ville par les Wisigoths.